# 維什尼韋茨
49°54′10″N 25°44′22″E / 49.90278°N 25.73944°E

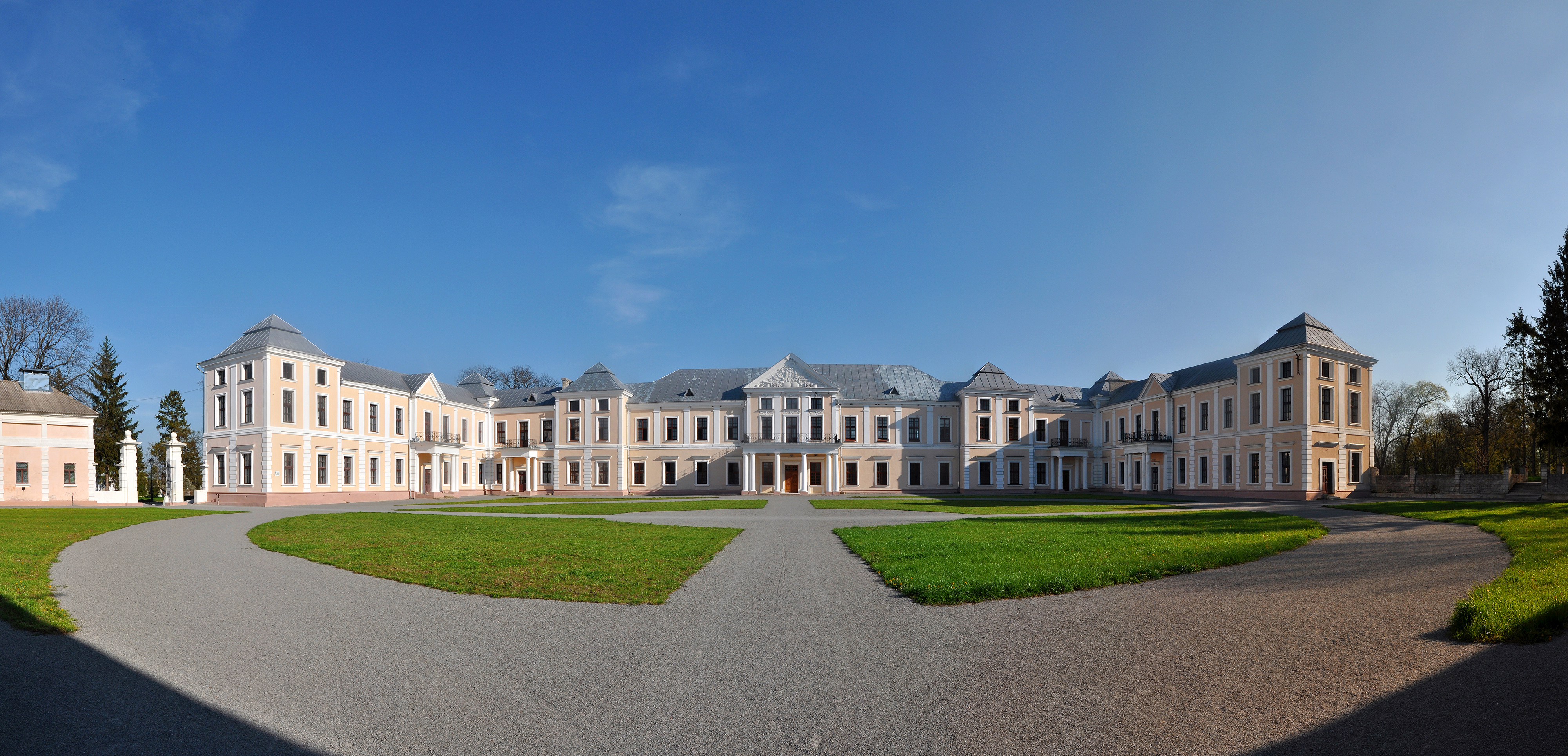
维什尼韦茨宫

維什尼韋茨（羅馬化：Vyshnivets），又按俄语名译为维什涅韦茨，是烏克蘭西部捷爾諾波爾州克列梅涅茨区维什尼韦茨市镇内的鎮及其行政中心。處於戈倫河畔，面積6平方公里，海拔高度309米，2012年人口3,405，人口密度每平方公里567.5人。

## 備註
1. ↑  俄语：